# Sociedade de Socorro
A Sociedade de Socorro (SOC) é uma organização filantrópica e educacional das mulheres de A Igreja de Jesus Cristo dos Santos dos Últimos Dias. Fundada em 1842 na localidade de Nauvoo, estado de Illinois, Estados Unidos, a Sociedade Socorro tem mais de 5,2 milhões de mulheres membros em mais de 170 países e territórios e é uma das maiores e mais antigas organizações de mulheres no mundo. Emma Hale Smith foi sua primeira presidente.

## Histórico
Na primavera de 1842, Sarah M. Kimball e sua costureira, Miss Cook, discutiam a forma de ajudar as pessoas que trabalhavam na construção do templo de Nauvoo. Elas decidiram convidar suas vizinhas da igreja de Cristo para conjugar os seus esforços na criação de uma sociedade de mulheres. Sarah Kimball e Eliza R. Snow escreveram as leis e metas dessa organização e apresentaram a Joseph Smith, presidente da Igreja de Jesus Cristo dos Santos dos Últimos Dias para aprovação. Depois de verificar as notas, Joseph Smith, comentou: "Não é o que vocês querem ... o Senhor tem algo melhor para você que uma constituição escrita ... Eu estou indo organizar as mulheres sob o sacerdócio em modelo do sacerdócio .... A Igreja nunca foi perfeitamente organizada até as mulheres estarem bem organizadas.
Dezoito mulheres se reuniram em 17 de março de 1842 no segundo andar do armazém de tijolo vermelho dos Smith's, além de Joseph Smith, John Taylor e Willard Richards. Elas formaram a "Sociedade de Socorro", uma das primeiras organizações de mulheres do mundo. As mulheres que participaram desta primeira reunião foram: Emma Hale Smith, Sarah M. Cleveland, Ann Phebe Hawkes, Elizabeth Jones, Sophia Packard, Philinda Merrick, Martha Knight, Desdêmona Fulmer, Elizabeth Ann Whitney, Leonora Taylor, Bathsheba W. Smith, Phebe M. Wheeler, Elvira A. Coles Holmes, Margaret A. Cozinhar, Sarah M. Kimball, Eliza R. Snow, Sophia Robinson e Sophia R. Marcas.
Após oito dias, outras mulheres foram admitidas na organização. Foram elas: Sarah Higbee, Thirza Cahoon, Keziah A. Morrison, Marinda N. Hyde, Abigail Allred, Maria Snider, Sarah S. Granger Kimball, Sarah S. Granger e Cynthia A. Eldredge.
As mulheres da Sociedade de Socorro tinham como objetivo principal ajudar os membros da igreja mais pobres e praticar a ajuda humanitária em comunidades da região. Emma Hale Smith foi eleita a presidente da organização, por unanimidade. Sarah M. Cleveland e Elizabeth Ann Whitney foram escolhidas como conselheiras.  Eliza R. Snow foi escolhida como secretária. Em março de 1844, pertenciam à organização 1.342 mulheres no total.

## Presidentes da Sociedade de Socorro
- Emma Hale Smith: 1842–1844
- Eliza R. Snow: 1868–1887
- Zina D. H. Young: 1888–1901
- Bathsheba W. Smith: 1901–1910
- Emmeline B. Wells: 1910–1921
- Clarissa S. Williams: 1921–1928
- Louise Y. Robison: 1928–1939
- Amy B. Lyman: 1940–1945
- Belle S. Spafford: 1945–1974
- Barbara B. Smith: 1974–1984
- Barbara W. Winder: 1984–1990
- Elaine L. Jack: 1990–1997
- Mary Ellen W. Smoot: 1997–2002
- Bonnie D. Parkin: 2002–2007
- Julie B. Beck: 2007–2012
- Linda K. Burton: 2012-2017
- Jean B. Bingham: 2017-2022
- Camille N. Johnson: 2022-atualidade